# 玉保
玉保（？—1757年），乌梁罕济勒门氏，镶白旗蒙古人，清朝大臣。
玉保自理藩院笔帖式三次升任至郎中。乾隆三年（1738年），升任理藩院侍郎。乾隆八年（1743年）、乾隆十二年（1747年），二次率准噶尔汗国使者入西藏热茶。乾隆十六年（1751年），升任正黄旗蒙古都统。乾隆十七年（1752年），玉保与尚书舒赫德至北路防边，备御准噶尔汗国达瓦齐。乾隆十八年（1753年），因为他通晓准噶尔事，乾隆帝授任他为参赞大臣佐军事。乾隆二十年（1755年），阿睦尔撒纳反清，玉保再任理藩院侍郎、参赞大臣出兵北路。收降阿睦尔撒纳所属三百余户等，升任为内大臣，封三等男爵，追击阿睦尔撒纳至哈萨克，因为拥兵不前，被削男爵，夺参赞大臣，改领队大臣。后来因为师久无功，被逮送京师，在途中去世。